# Boesenbergia prainiana
Boesenbergia prainiana là một loài thực vật có hoa trong họ Gừng. Loài này được (King ex Baker) Schltr. mô tả khoa học đầu tiên năm 1913.